# Força aerodinâmica

Forças num aerofólio.

A força aerodinâmica é a força resultante exercida em um corpo pelo ar (ou outro gás no qual o corpo esteja imerso) e é devida ao movimento relativo entre o corpo e o fluido. A força aerodinâmica surge de duas causas:

- a pressão que o ar exerce sobre a superfície do corpo (força normal);
- a viscosidade que existe entre o fluido e o corpo (forças tangenciais).

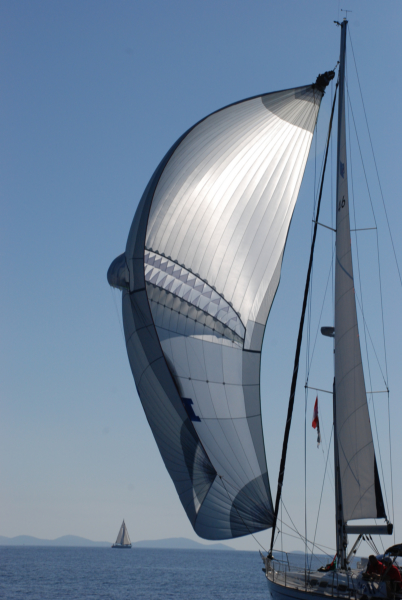
Um veleiro é movido por forças aerodinâmicas.

Um exemplo de força aerodinâmica é a tração que experimenta um corpo quando é exposto ao vento. Quando um aerofólio, uma asa ou um planador se movem contra o ar, a força produzida possui um componente paralela a direção do movimento relativo e uma perpendicular:
Arrasto é a componente paralela ao movimento e no sentido contrário a ele.
Sustentação é a componente perpendicular ao movimento.
A força criada pelo hélice ou pela turbina é chamada de empuxo é também uma força aerodinâmica. As forças aerdinâmicas que atuam em uma aeronave são normalmente divididas em três componentes: Empuxo, sustentação e arrasto. A outra força é o peso da aeronave, que nao tem origem aerodinâmica.